# Ценный груз
«Ценный груз» (англ. Precious Cargo) — канадский боевик 2016 года. Режиссёром выступил Макс Адамс. Боевик категории «Б» (фильм, предназначенный для телевизора и DVD).

## Сюжет
Джек — босс преступной группировки. Внезапно в его жизнь возвращается его бывшая девушка — Карен, беременная от него. Из-за этого отношения Джека с его девушкой Дженной и его подругой Логан начинают портиться.
Карен предлагает план по грабежу бриллиантов. Джек собирает команду и получает ценные камни, но эта операция нужна была Карен для получения устройства дешифровки кейса с «ценным грузом» на 500 миллионов долларов. Выясняется, что Карен не беременна. Она лишь хотела скрыть от своего бывшего босса, Эдди, деньги, украденные на Кайманах.
Эдди берёт в плен Карен, а Джек ворует кейс с драгоценностями, чтобы обменять его на неё. Во время обмена Джек сбегает с Карен, а Логан убивает Эдди. Герои делят деньги между собой, и Джек возвращается с Дженне.

## Актёрский состав
- Джон Бразертон[англ.]
- Дженна Б. Келли
- Клэр Форлани
- Брюс Уиллис
- Марк-Пол Госселаар
- Николас М. Лоб
- Сэмми Барбер
- Даниэл Бернхардт
- Тайлер Джон Олсон
- Лидия Халл

## Съёмки
Фильм снимался в Галфпорте, штат Массачусетс, в казино Island View и в порту Галфпорта в 2015 году.

## Критика
Фильм был встречен крайне негативно. На Rotten Tomatoes он имеет рейтинг одобрения 0%, основанный на 22 обзорах, со средним рейтингом 2,6 / 10. На Metacritic фильм имеет среднюю оценку 27 из 100, основанную на отзывах четырёх критиков. Рейтинг на Кинопоиск: 4,8 / 10. Рейтинг на IMDB: 4,6 / 10.
Питер Брэдшоу из The Guardian дал ему 1 из 5 и написал: «A straight-to-video nightmare is all that’s on offer here».